# Pelidnota riedeli
Pelidnota riedeli är en skalbaggsart som beskrevs av Friedrich Ohaus 1905. Pelidnota riedeli ingår i släktet Pelidnota och familjen Rutelidae. Inga underarter finns listade i Catalogue of Life.